# 麻疹ウイルス
麻疹ウイルス（ましんウイルス、はしかウイルス、Measles morbillivirus）とは、麻疹の原因となるウイルスで、パラミクソウイルス科モルビリウイルス属に属するRNAウイルスである。
RNAは一本鎖であり、直径100 - 250nmのエンベロープを有する。6つの構造蛋白質があり、表面のエンベロープに有するF（fusion）蛋白とH（hemagglutinin）蛋白が、病原性に大きく関わっている。また、麻疹の発症のみならず、リンパ組織に感染するため、免疫抑制という症状をもたらす。脳内に潜伏して変異を起こして亜急性硬化性全脳炎（SSPE）の原因にもなりうることが知られ、変異したウイルスを「SSPEウイルス」という。
遺伝子解析により24種類の遺伝子型に分類される。2010 - 2018年に日本で検出された遺伝子型は、H1、G3、D9、D8、D5、D4、B3型の7種類で、2012、2017、2018年はD8型、2013、2014年はB3型が多かった。
熱、紫外線、酸、エーテルで容易に不活化され、空気中や物体表面での生存時間は短い。
牛疫ウイルスを起源としていると考えられている。ヒトに感染する麻疹ウイルスの出現時期について、ロベルト・コッホ研究所（ドイツ）などはゲノム解析
や感染を広げる都市のユーラシア大陸における形成時期との関連から、紀元前6世紀と推測している。    